# Attonda stellata
Attonda stellata là một loài bướm đêm trong họ Noctuidae.